# Furuja Tóru
Furuja Tóru (古谷 徹) (Jokohama, 1953. július 31. –) veterán japán narrátor és szinkronszínész. Gyerekkorától kezdve a színpadon szerepel, a Gekidan Himavari társulatnál kezdte pályafutását. Jelenleg az Aoni Production-nál dolgozik. Számos híres szerepe volt, ő volt a Gundam-sorozatban Amuro Rey, Pegasus Seiya a Saint Seiya-ban, Yamcha a Dragon Ball-ban, illetve Csiba Mamoru a Sailor Moon-ban. Ő eddig az egyetlen szinkronszínész, aki Mariónak, a Super Mario főhősének kölcsönözte a hangját.
Szógecu Noboru (蒼月 昇) álnéven is szerepelt néhány animében, illetve mint narrátor. Kétszer nősült, első felesége az ismert szinkronszínésznő, Kojama Mami volt, de 1983-ban elváltak. Később egy másik szinkronszínészt, Madzsima Szatomit vette el.

## Szerepei

### Anime
- 21-emon (Kosaku Vantonaku)
- Akagi (Narrátor)
- Akūdai Taisakusen Scramble (Jet)
- Black Jack (Dr. Daigo Oedo)
- Bleach (Shuren)
- Casshern Sins (Casshern)
- Cooking Papa (Toshio Nekkota)
- Detective Academy Q (Hitoshi Shinoda)
- Dragon Ball (Yamcha, Kogamera)
- Dragon Ball GT (Bakku)
- Dragon Ball Kai (Yamcha)
- Dragon Ball Z (Yamcha)
- Dragon Ball Super (Yamcha)
- Dragon Quest (Abel)
- Dr. Slum] (Suppaman)
- Groizar X (Jō Umisaka)
- Great Teacher Onizuka (Suguru Teshigawara)
- Highschool! Kimen-gumi (Harumage Don)
- Hyōga Senshi Gaisragger (Ken Shiki)
- Kaizoku Ōji (Kid)
- Kimagure Orange Road (Kyōsuke Kasuga)
- Kūchū Buranko (Hideo Tsuda)
- Kotetsu Jeeg (Hiroshi Shiba)
- Kyojin no Hoshi (Hyōma Hoshi)
- Marine Snow no Densetsu (Hiro Umino)
- Marmalade Boy (Shin'ichi Namura)
- Mobile Suit Gundam (Amuro Ray)
- Mobile Suit Zeta Gundam (Amuro Ray)
- Mobile Suit Gundam 00] (Narration, Ribbons Almark)
- Mōryō no Hako (Mysterious Man (Shunkō Kubo))
- Nine (Katsuya Niimi)
- Nanako SOS (Shūichi Iidabashi)
- One Piece (Daddy)
- Pokémon: Best Wishes! (Arti)
- Plawres Sanshiro (Shingu Narita)
- Sands of Destruction (Taupy Toplan)
- Sailor Moon (Csiba Mamoru)
- Saint Seiya ([egasus Seiya)
- Shin Taketori Monogatari: 1000-nen Joō (Daisuke Yomori)
- Space Battleship Yamato III (Daisuke Tokugawa)
- Space Carrier Blue Noah (Shin Himoto)
- Stop!! Hibari-kun! (Kōsaku Sakamoto)
- The Big O (Bonnie Fraser)
- Kazoku Robinson Hyōryūki Fushigi na Shima no Furōne (Franz Robinson)
- Tokusō Kihei Dorvack (Mugen Shinjin)
- Tōshi Gōdean (Ryōma Okamoto)
- Twin Hawks (ふたり鷹) (Taka Sawatari)
- Ultimate Girl (UFOman)
- Urusei Yatsura (Shingo Oniwaban) and (Tobimaro Mizukonoji)
- Video Senshi Laserion (Takashi Katori)
- Yakyūkyō no Uta (Yamai)

### OVA
- Arcade Gamer Fubuki (Mysterious Person)
- Black Jack (Leslie (young))
- Kimagure Orange Road (Kyōsuke Kasuga)
- Kyōfu Shinbun (Rei Onigata)
- Kyūkyoku Chōjin R (Tsuyoshi)
- Legend of the Galactic Heroes (Andrew Fork)
- One Pound Gospel (Kosaku Hatanaka)
- Prefectural Earth Defense Force (Hiroaki Narita)
- Sailor Moon (Mamoru)
- Saint Seiya (Pegasus Seiya)
- Urusei Yatsura (Shingo Oniwaban)
- Utsunomiko: Tenjōhen] (Utsunomiko)